# МКС-18
МКС-18 — вісімнадцятий довготривалий екіпаж Міжнародної космічної станції. Працював на борту МКС з 14 жовтня 2008 року по 8 квітня 2009 року.
Під час вісімнадцятої експедиції були здійснені роботи з обслуговування ТКВ «Прогрес», КК «Союз» та «Спейс шатл», були проведені наукові дослідження та експерименти за російською та американською програмами, в тому числі дев'ять експериментів за проектом GTA. По завершенні, станція була передана екіпажу 19-ї основної експедиції.

## Екіпаж

### Основний екіпаж
| Посада        | Перша частина (жовтень-листопад 2008) | Друга частина (листопад 2008 — березень 2009) | Третя частина (березень-липень 2009) |
| ------------- | ------------------------------------- | --------------------------------------------- | ------------------------------------ |
| Командир      | Майкл Фінк, НАСА (2)                  | Майкл Фінк, НАСА (2)                          | Майкл Фінк, НАСА (2)                 |
| Бортінженер 1 | Юрій Лончаков, ФКА (3)                | Юрій Лончаков, ФКА (3)                        | Юрій Лончаков, ФКА (3)               |
| Бортінженер 2 | Грегорі Шамітофф, НАСА (1)            | Сандра Магнус, НАСА (2)                       | Коїчі Ваката, JAXA (3)               |

### Дублюючий екіпаж
| Посада      | Член екіпажу              |
| ----------- | ------------------------- |
| Командир    | Геннадій Падалка, ФКА (3) |
| Бортінженер | Майкл Барратт, НАСА (1).  |

## Операції на орбіті
- 14 жовтня 2008 року — стикування корабля «Союз ТМА-13» до агрегатного відсіку (АТ) службового модуля (СМ) «Зірка».
- 24 жовтня 2008 року — відстиковка корабля «Союз ТМА-12» від Функціонально-вантажного блоку (ФГБ) «Зоря».
- 16 листопада 2008 року — стикування шатла «Індевор STS-126».
- 28 листопада 2008 року — відстиковка шатла «Індевор STS-126».
- Відстиковка «Прогрес М-65» від стикувального відсіку-модуля «Пірс» (СВ1).
- 30 листопада 2008 року — стикування «Прогрес М01-М» до СВ1 «Пірс».
- 13 лютого 2009 року — стикування ТКК «Прогрес М-66» до АТ СМ «Зірка».
- 17 березня 2009 року — стикування шатла «Діскавері» STS-119.
- 25 березня 2009 року — відстиковка шатла «Діскавері» STS-119.
- 8 квітня 2009 року — відстиковка корабля «Союз ТМА-13» від АТ СМ «Зірка».

## Виходи в космос
Членами 18-ї основної експедиції, Майклом Фінком та Юрієм Лончаковим, були здійснені два виходи у відкритий космос, обидва зі стикувального відсіку-модуля «Пірс» (СВ 1).
- 23 грудня 2008 року, з 00:52 по 06:29 UTC — загальна тривалість 5 годин 37 хвилин. Основні завдання виходу: установка зонда Ленгмюра, зняття другого контейнера обладнання «Біоризик-МСН», монтаж апаратури ІПІ-СМ на СМ «Зірка», установка та подальше зняття устаткування EXPOSE-R внаслідок відсутності подачі електроживлення.
- 10 березня 2009 року з 16:22 до 21:10 UTC — загальна тривалість становила 4 години 48 хвилин. Під час виходу були зняті арімідні стрічки в місцях перебування стикувальної мішені та антен АР-ВКА та 2АР-ВКА на модулі «Пірс», повторний монтаж та підключення обладнання EXPOSE-R на модулі «Зірка», моніторинг стану зовнішніх поверхонь та елементів конструкції російського сегмента МКС за програмою «Панорама-2009».